# Nave da ricerca

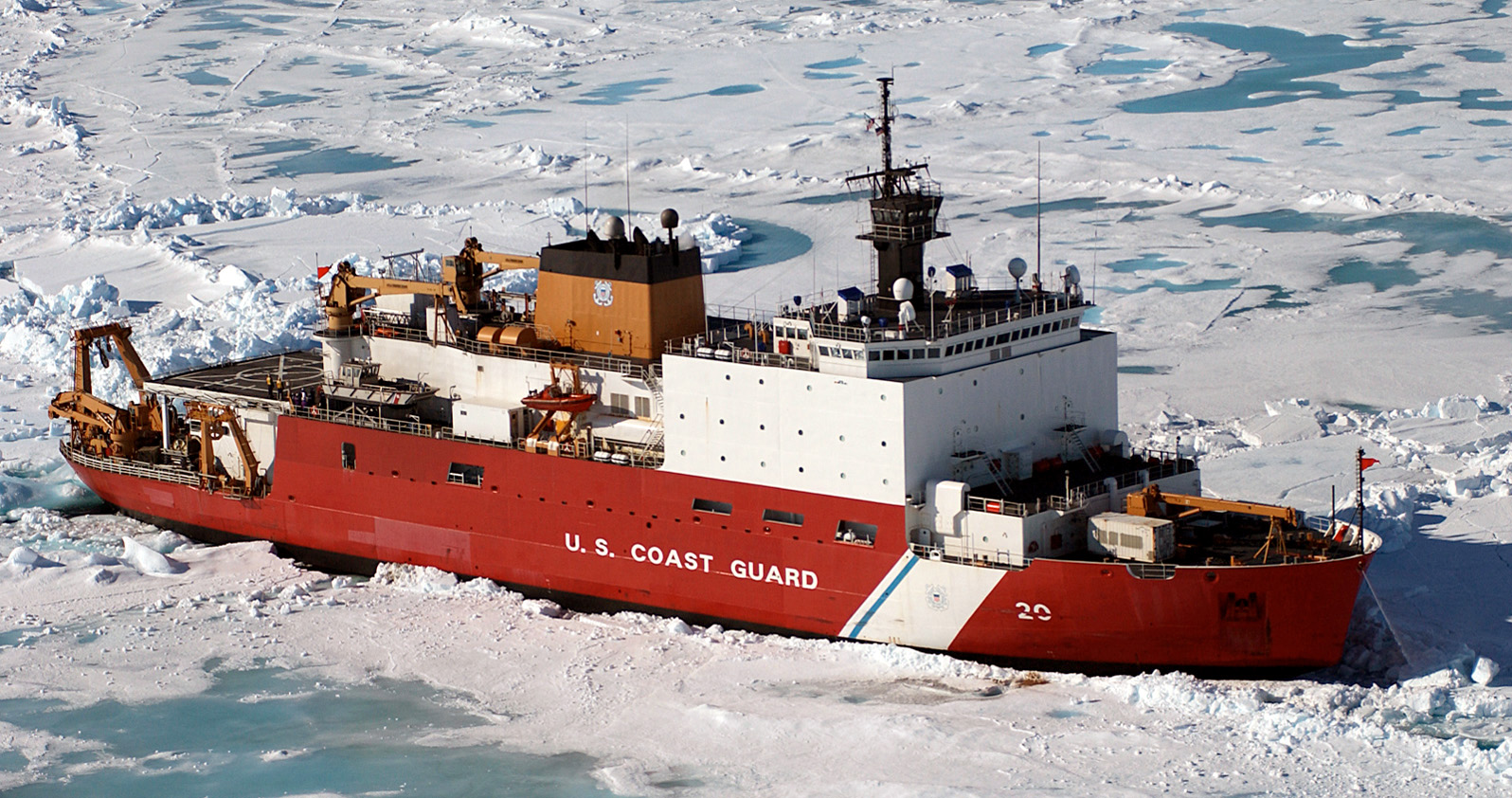
La global polar research ship del USCG.

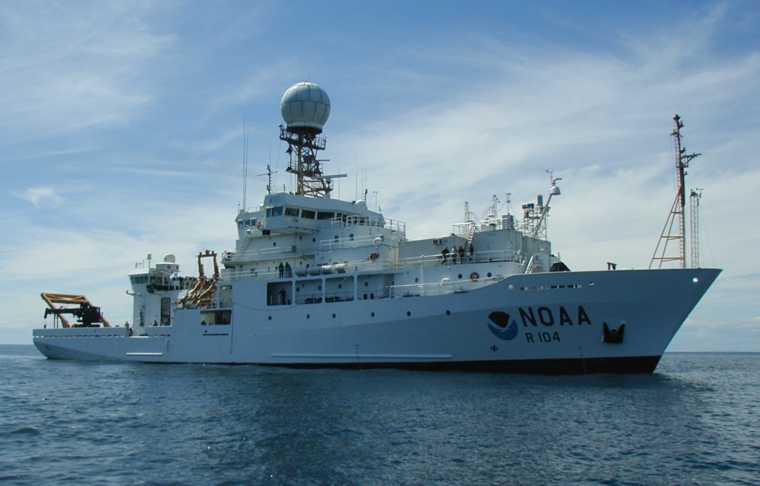
La global research ship del NOAA.

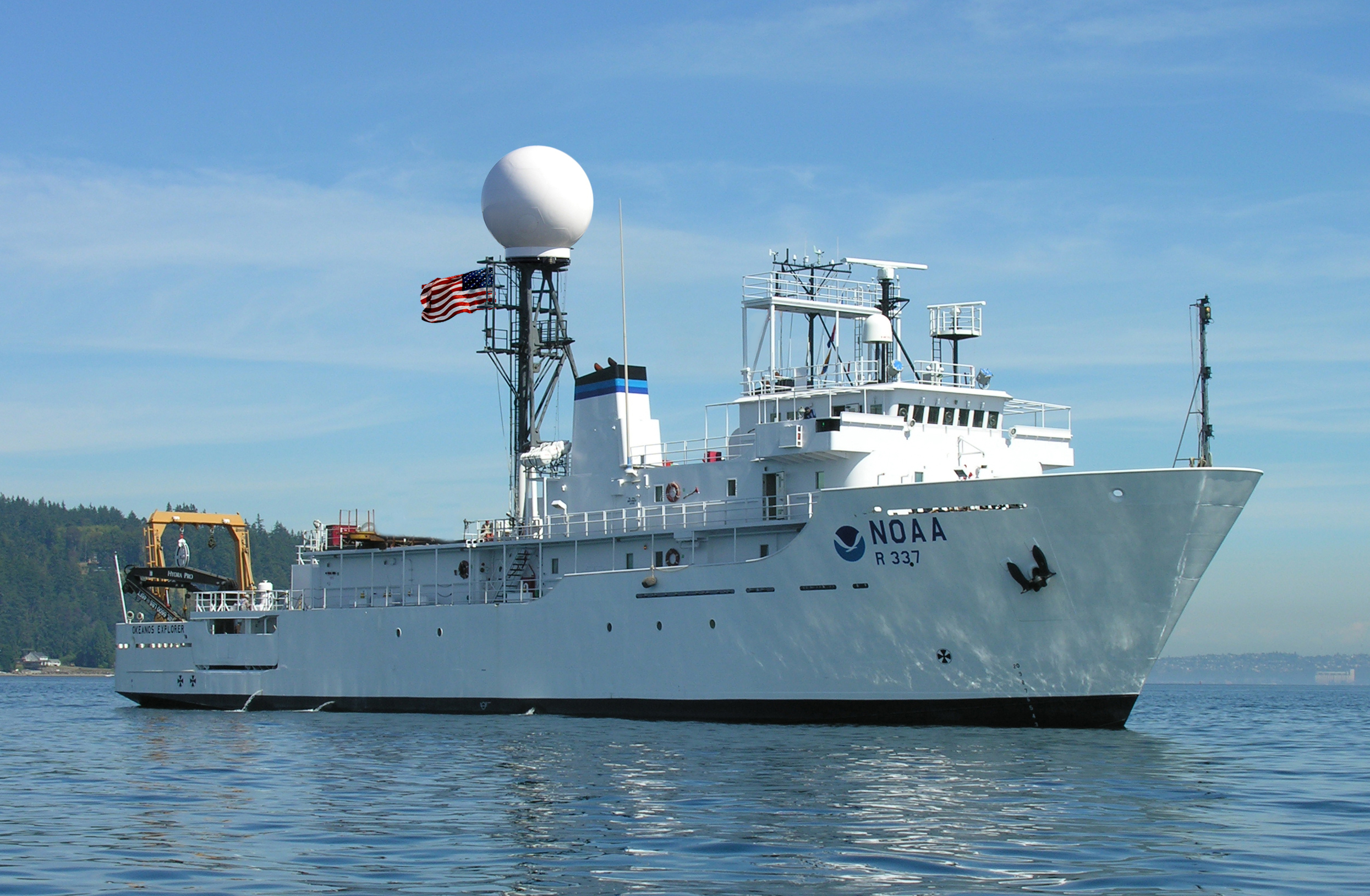
La ocean research ship del NOAA.

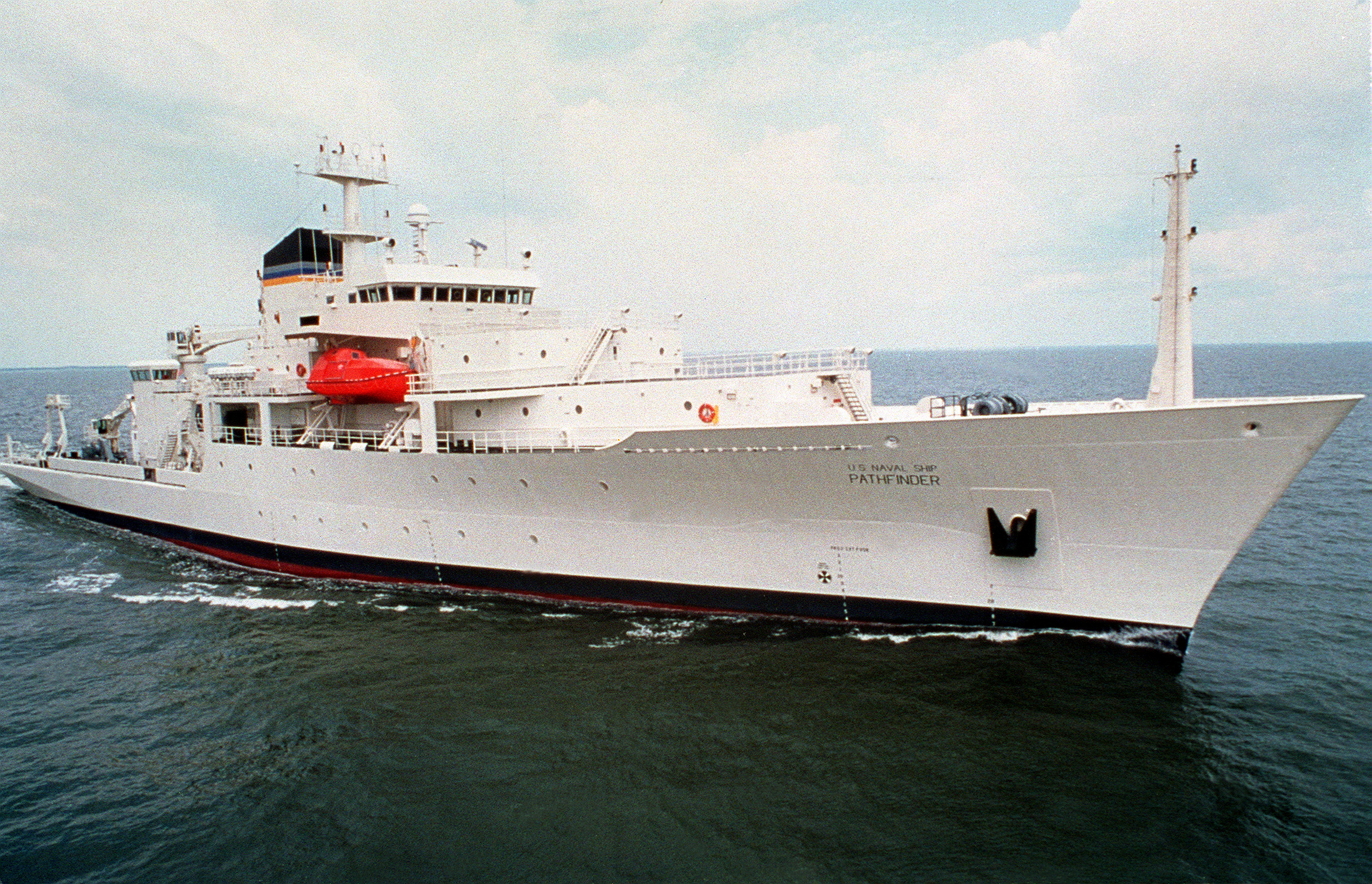
La global survey ship, dalla, del MSC.

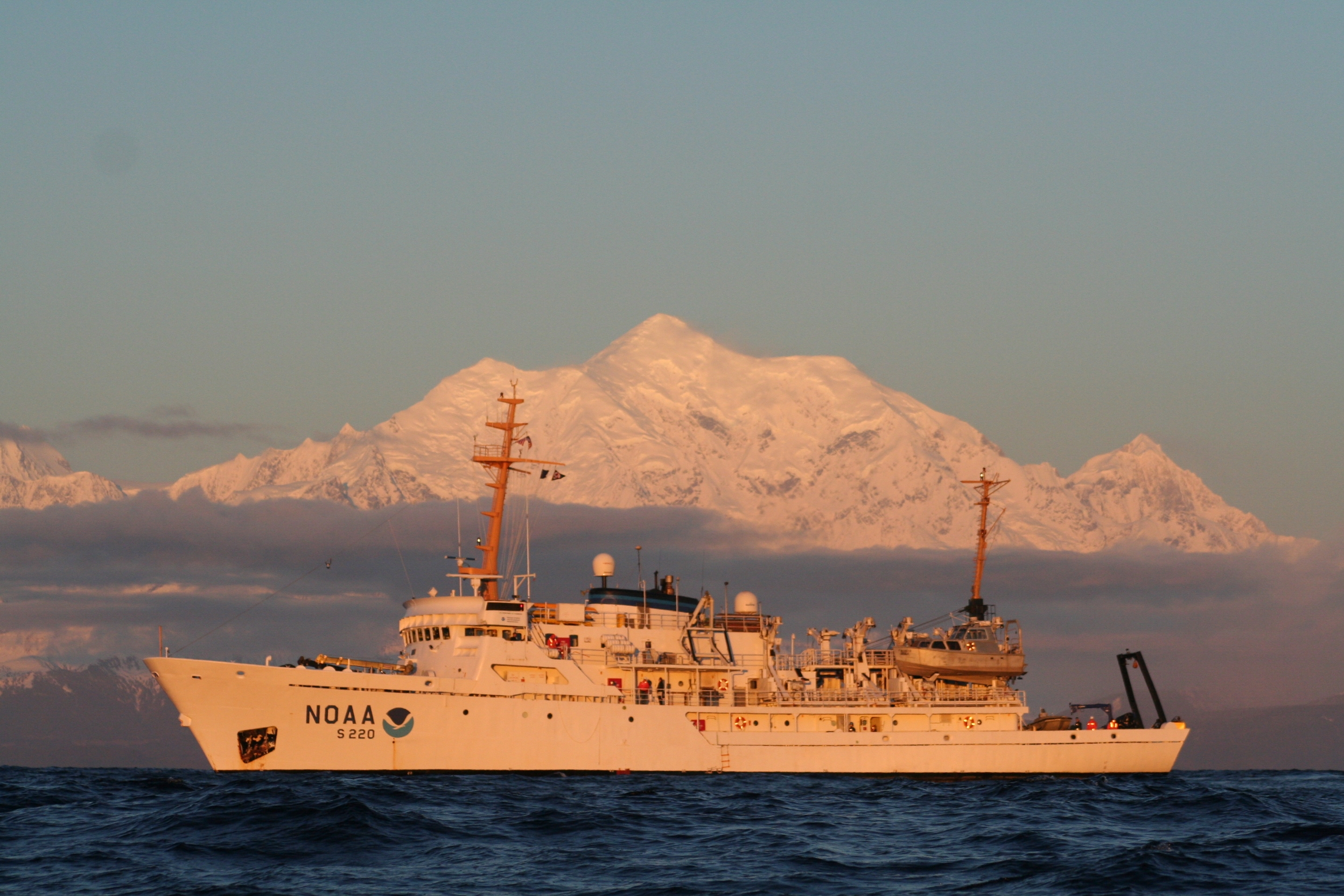
La ocean survey ship del NOAA.

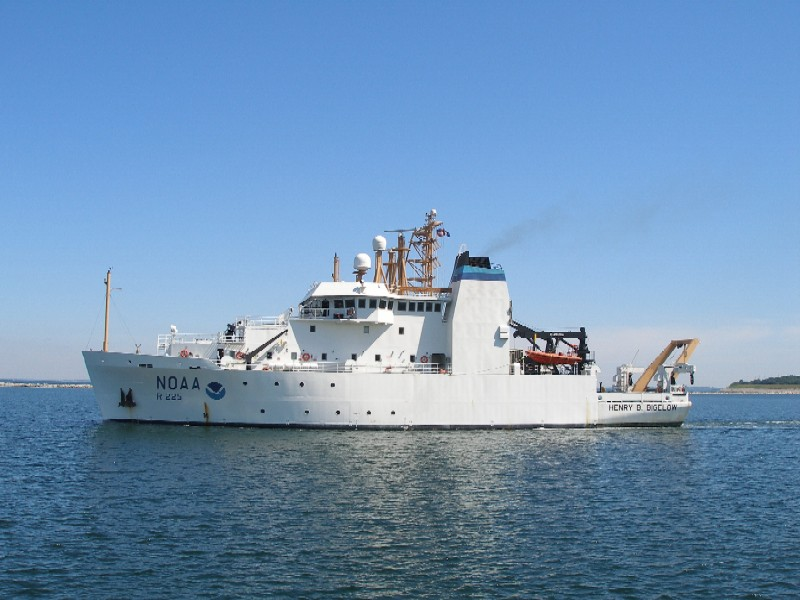
La ocean fisheries survey ship del NOAA.

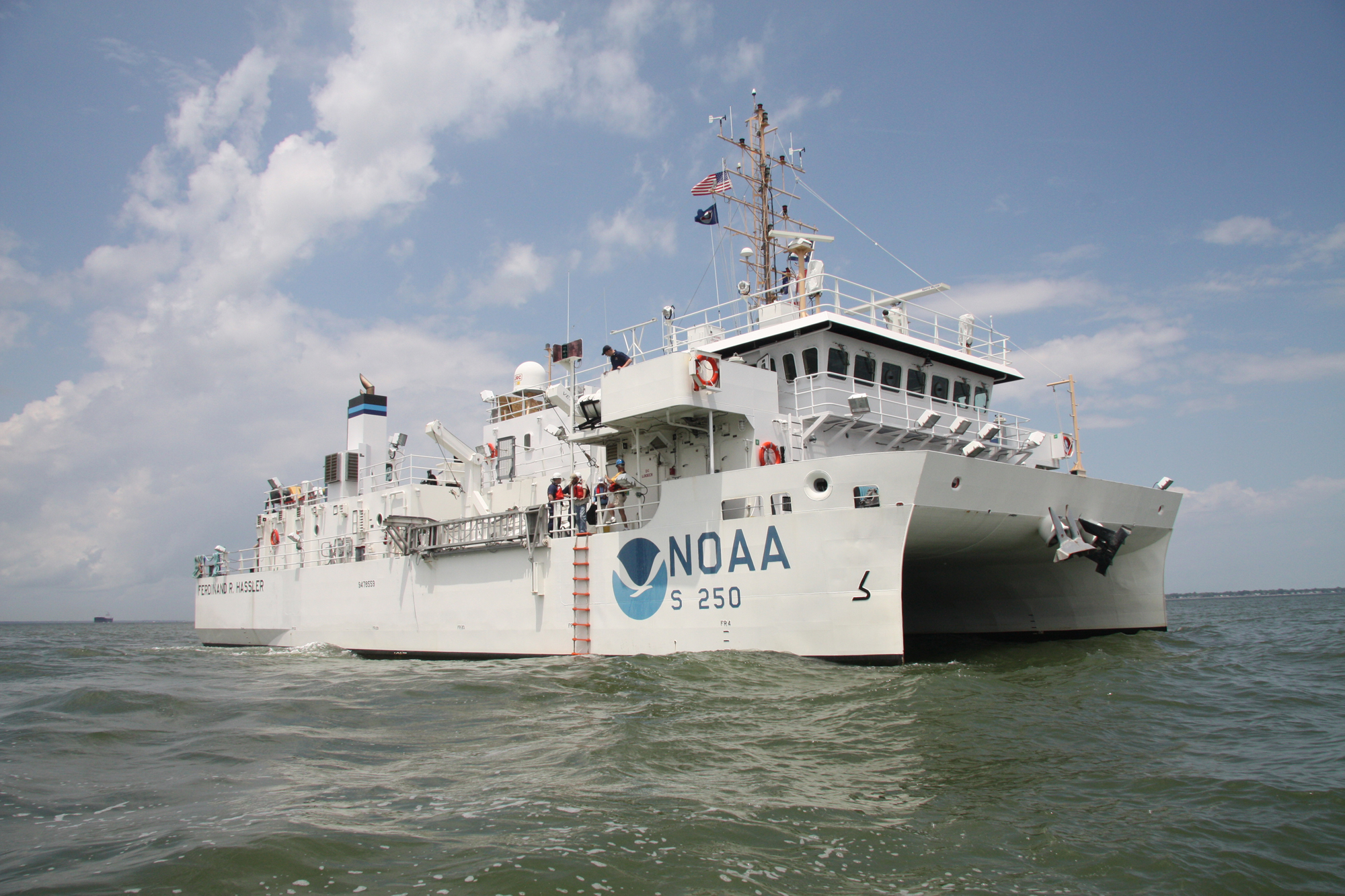
La regional survey ship del NOAA.

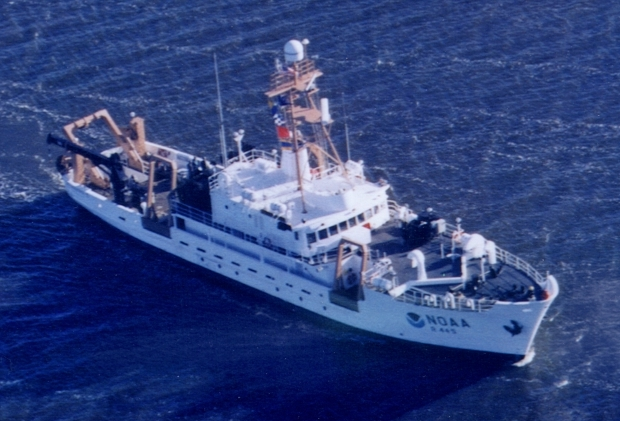
La regional fisheries survey ship del NOAA.

Una nave da ricerca (RV o R/V, sigla dall'inglese: research vessel/ship) è una nave utilizzata per la ricerca scientifica marina, in particolare nei campi quali l'oceanografia, l'idrografia, la batimetria, la meteorologia, gli studi sulle correnti marine, la flora e la fauna acquatica. Una nave per l'esplorazione (in inglese: survey vessel/ship) è una tipologia di nave da ricerca.
Nel caso in cui la nave da ricerca sia utilizzata da una marina militare, essa è solitamente dotata del pennant number con l'iniziale "A" (di nave ausiliaria) o di un hull classification symbol che inizia per "AG",
inoltre il NOAA usa l'hull code "R" per le Research ships e "S" per le Survey ships.
Questo tipo di navi è dotato di molteplici strumenti di misura, laboratori, ecc. e oltre all'equipaggio imbarca anche numerosi scienziati e ricercatori.
Alcune famose navi da ricerca e esplorazione furono: Beagle, Calypso, Challenger, Endurance e Terra Nova.

## Classificazione
Le navi da ricerca e esplorazione possono essere classificate a seconda delle: dimensioni (in classi), funzioni primarie, categorie di missioni e attività, e possono essere raggruppate in due grandi tipologie (Research e Survey).
Sinteticamente si possono identificare alcuni tipi di navi:
- Una nave oceanografica è una nave concepita per condurre ricerche oceanografiche e sulle caratteristiche fisiche, chimiche, biologiche delle acque, dell'atmosfera e del clima.
- Una nave idrografica è una nave concepita per condurre indagini idrografiche e cartografiche.[8]
- Una nave alieutica è una nave concepita per condurre indagini sulla pesca e le risorse ittiche. Un esempio di questo tipo di nave è la Scotia della Marine Scotland Science.[9]
- Una nave (da ricerca) polare è una nave-rompighiaccio concepita per condurre ricerche nelle regioni polari e per la logistica delle basi scientifiche in Antartide. La Russia utilizza diversi rompighiaccio a propulsione nucleare.
- Una nave esperienze è una nave concepita per condurre indagini in campo navale (militare), come il rilevamento di sottomarini e mine o il test di sonar e di armi. Un esempio di questo tipo di nave è la Planet della Deutsche Marine.[10]
- Una nave (da ricerca) sismica (SSV) è una nave concepita per l'acquisizione e l'analisi 3D dei dati sismici[11][12]. Un esempio di questo tipo di nave è la Amani della Polarcus[13], realizzata da Ulstein[14].
- Una nave per l'esplorazione di idrocarburi è solitamente una nave (da ricerca) sismica utilizzata per condurre indagini alla ricerca di giacimenti di idrocarburi (principalmente petrolio e gas naturale).
- Una nave (da ricerca) meteorologica (Weather Ship o Ocean Station Vessel) era una nave concepita per condurre ricerche sulla meteorologia; questo tipo di nave fu usato dagli anni 30 fino al 2010 quando fu ritirata l'ultima nave in servizio, la norvegese MS Polarfront del Meteorologisk institutt. Già dagli anni 70 questo tipo di nave era stato progressivamente sostituito dall'utilizzo di boe e satelliti meteorologici. Un altro esempio di questo tipo di nave era la francese France I di Météo-France.
- Infine, un altro tipo di navi da ricerca sarebbero le navi dell'Institute of Cetacean Research (ICR) giapponese; la flotta si compone di una nave officina (la Nisshin Maru) e da tre navi baleniere (Yūshin Maru, Yūshin Maru No. 2 e Yushin Maru No. 3); queste quattro le navi sono considerate (dall'ICR) navi da ricerca (esse hanno su entrambe le fiancate la scritta "RESEARCH") poiché la Commissione internazionale per la caccia alle balene consente la caccia alla balena "a scopo di ricerca scientifica".

GlobalOceanRegionalLocalN/AGlobalOceanRegionalLocalN/ANavi da ricerca europee operative per classe
GlobalOceanRegionalLocalGlobalOceanRegionalLocalNavi da ricerca mondiali operative per classe

### Classi
Secondo la Federal Oceanographic Fleet Coordination (FOFC) le navi da ricerca possono essere classificate in 4 classi: Global, Ocean, Regional e Local.
| Performance / Classe | Global                | Ocean (ex Intermediate) | Regional             | Local (o Coastal)    |
| -------------------- | --------------------- | ----------------------- | -------------------- | -------------------- |
| autonomia (giorni)   | 50                    | 40                      | 30                   | 20                   |
| raggio               | 25 002 km (13 500 NM) | 20 000 km (10 800 NM)   | 15 000 km (8 100 NM) | 10 000 km (5 400 NM) |
| lunghezza            | > 70 m (230 ft)       | 55–70 m (180–230 ft)    | 40–55 m (130–180 ft) | < 40 m (130 ft)      |
| ricercatori a bordo  | 30-35                 | 20-25                   | 15-20                | < 15                 |

Anche secondo l'European Research Vessels Infobase (RV) le navi da ricerca possono essere classificate in 4 classi: Global, Ocean, Regional e Local; tuttavia le dimensioni sono leggermente diverse da quelle della FOFC.
| Performance / Classe | Global          | Ocean                   | Regional                | Local/Coastal          |
| -------------------- | --------------- | ----------------------- | ----------------------- | ---------------------- |
| lunghezza            | > 65 m (213 ft) | 55–64,99 m (180–213 ft) | 35–54,99 m (115–180 ft) | 10–34,99 m (33–115 ft) |

### Funzioni
Secondo la FOFC le navi da ricerca possono avere 4 funzioni primarie.
"Fisheries survey" (FS)
- "Fisheries Survey Vessel" (FSV) – Nave per l'esplorazione sulla pesca (alieutica)

"Multipurpose research" (MPR)
- "Multipurpose Research Vessel" (MPRV) – Nave da ricerca polivalente

"Multipurpose survey" (MPS)
- "Multipurpose Survey Vessel" (MPSV) – Nave per l'esplorazione polivalente

"Polar"
- "Polar Research Vessel" (PRV) – Nave da ricerca polare

### Categorie di missione / attività
Secondo la FOFC le navi da ricerca possono avere 4 categorie di missioni e attività principali.
Science and Technology (Research) – Scienza e Tecnologia (Ricerca)
- Earth system sciences – Scienze del sistema terrestre
- Exploration – Esplorazione
- Living marine resources – Risorse marine viventi
- Polar – Polare
- Observation systems development – Sviluppo dei sistemi di osservazione

Resource Management (Survey) – Gestione delle risorse (Analisi)
- Hydrographic surveys – Analisi idrografiche
- Bathymetric surveys – Analisi batimetriche
- Living marine resources surveys – Analisi delle risorse marine viventi
- Geophysical surveys – Analisi geofisiche
- Polar – Polare
- Observation systems support – Supporto dei sistemi di osservazione

Mission Support – Supporto Missione
- Ship maintenance and readiness – Manutenzione e prontezza delle navi
- Antarctic research station logistics – Logistica della stazione di ricerca antartica

Education and Outreach – Istruzione e Informazione
- Education and Outreach – Istruzione e Informazione

### Tipologie
Le navi oceanografiche consentono di
- Eseguire una ricerca di base sui processi e sulle interazioni fisiche, chimiche, geologiche e biologiche degli oceani e dei fondali oceanici.
- Sostenere la ricerca e il posizionamento di sensori che consentono di emettere segnali di allarme per uragani e tsunami.
- Sostenere la ricerca biomedica nel campo marino per consentire la scoperta di nuovi farmaci e terapie.
- Fornire informazioni oceanografiche tattiche e strategiche a sostegno della difesa nazionale e della sicurezza nazionale.
- Comprendere e valutare lo stato delle risorse viventi (ad esempio, la pesca) per fornire le migliori informazioni disponibili per l'utilizzo dai gestori e dai responsabili delle risorse e delle risorse di assegnazione delle quote e degli assegnamenti.
- Cartografia, campionamento e monitoraggio delle caratteristiche oceaniche fisiche, biologiche, geologiche e chimiche che influenzano il clima e il clima.
- Fornire informazioni di navigazione di importanza fondamentale per supportare il movimento sicuro e efficace del commercio e dei trasporti all'interno di U.S. porti.
- Costruire la storia geologica e / o climatica della terra come registrata nei coralli, nel fondo dell'oceano e nel ghiaccio polare.
- Scoprire e proteggere risorse archeologiche per consentire studi su come le civiltà antiche usavano il mare.
- Valutare le risorse oceaniche e le energie rinnovabili per una buona gestione e sviluppo.
- Valorizzare i programmi educativi scientifici dell'oceano e ispirare gli insegnanti così come il grande pubblico.
- Implementare nuovi strumenti e tecnologie che estendano il rilevamento dell'oceano ad altre piattaforme, come i veicoli a distanza, veicoli subacquei autonomi (vela subacquea e propulsori), drifters e profilati galleggianti.

La "Federal Oceanographic Fleet" degli Stati Uniti è raggruppata in "reseach ships" e "survey ships", a seconda del loro scopo primario e delle loro capacità.
- Le "research ships" dispongono di un'ampia gamma di strumentazioni scientifiche, argani, cavi, gru e telai articolati in grado di supportare attività quali il campionamento, il monitoraggio e la mappatura acustica e batimetrica delle colonne d'acqua e dei fondali marini. I laboratori dotati di sofisticate attrezzature analitiche e computer consentono l'analisi di dati preliminari e l'archiviazione di campioni in corso. I dati raccolti spesso forniscono l'input in tempo reale durante la navigazione, consentendo agli scienziati di apportare aggiustamenti ai piani di mappatura e di campionamento. La maggior parte delle navi sono multiuso e sono in grado di svolgere una serie di attività di ricerca durante una singola spedizione. Alcune navi di ricerca sono specializzate, aventi la capacità di condurre operazioni sismiche multicanale, dispiegare e recuperare veicoli occupati dall'uomo (HOVs), recuperare lunghi sedimenti e nuclei di roccia e condurre esperimenti di perforazione oceanica in tutte le parti dell'oceano, o operare a elevate latitudini negli oceani artici e antartici.
- Le "survey ships" acquisiscono un'ampia gamma di valutazioni oceanografiche, atmosferiche, idrografighe, ittiche, sull'ecosistema e sugli habitat a supporto diretto dei programmi di gestione e di monitoraggio delle risorse. Le navi per l'esplorazione sono spesso coinvolte in studi temporali e spaziali per monitorare, documentare e segnalare le tendenze in evoluzione. I sensori montati sulle navi raccolgono in continuo dati oceanografici e atmosferici. Telai a forma di J e A, gru e argani sono utilizzati per l'impiego delle attrezzature scientifiche, tra cui reti a strascico, ingranaggi di lunghezza, piccole imbarcazioni, veicoli subacquei autonomi (AUVs) e sonde CTD. I laboratori dispongono di una serie di strumenti calibrati per l'elaborazione e l'analisi dei dati in loco, software specializzato, suite software per lo sviluppo delle carte nautiche e sistemi informatici scientifici per la memorizzazione dei campioni. La maggior parte delle navi moderne sono specialmente progettate per soddisfare specifici requisiti di missione. Le navi da ricerca ittica (FSVs) del NOAA sono state acusticamente silenziate secondo gli standard definiti dall'International Council for the Exploration of the Sea, mentre altre sono stati attrezzate per raccogliere dati batimetrici, gravitazionali e magnetici ad alta risoluzione per consentire la costruzione di mappe dettagliate dei fondali marini.

## Navi

### Italia
Al 2017, l'Italia possiede le seguenti navi da ricerca:
Centro Ricerche Santa Teresa-ENEA
- Santa Teresa (nave)[17]

Consiglio Nazionale delle Ricerche
- Nave oceanografica Gianfranco Dallaporta
- Andrea (nave)
- Astrea (nave)
- Cerruti (nave)
- Explora (nave)
- Furetto (nave)
- Helios (nave)
- Italica (nave) (demolita)
- Luigi Sanzo (nave)
- Regione Lazio 1 (nave)
- Cnr- ISMAR Litus (nave)
- Tecnopesca II (nave)
- Trer (nave)
- Universitaties (nave)
- Vega uno

Globe Exploration SRL
- Andromeda (nave)
- Futura (nave)

Istituto nazionale di oceanografia e di geofisica sperimentale (OGS)
- Explora (nave)[19]
- Laura Bassi (nave)

Legambiente
- Catholica (goletta) "Goletta Verde"

Marina militare
- Nave Esperienza Alliance A 5345[21]
- Nave Esperienza Leonardo (A 5301)[21]
- Nave Esperienza Rossetti (A 5315) (classe Rossetti)
- Nave Esperienza Martellotta (A 5320) (classe Rossetti)
- Nave Idrografica Magnaghi (A 5303)
- Nave Idrografica Aretusa (A 5304) (classe Ninfe)
- Nave Idrografica Galatea (A 5308) (classe Ninfe)

Sopromar
- Astrea (nave)
- Minerva uno (nave)
- Urania (nave oceanografica)
- Vega uno (nave)
- Urano (nave)
- Vector Milit III (nave)

Stazione zoologica Anton Dohrn
- Vettoria (nave)[23]

### Francia
Al 2017, la Francia possiede le seguenti navi da ricerca:
Bourbon Corporation
- Bourbon Petrel (1)
- Bourbon Grebe (2)
- Bourbon Fulmar (3)
- Bourbon Gannet (4)
- Bourbon Cormorant (5)
- Bourbon Tern (6)

CNRS - INSU
- Côtes de la Manche (nave)
- Téthys II
- Albert Lucas (nave)
- Antédon II
- Néomysis (nave)
- Néréis II
- Planula IV
- Sagitta III
- Sépia II

CGG SA
- CGG Alizé
- Geo Caribbean
- Geo Celtic
- Geo Coral
- Geowave Voyager
- Oceanic Challenger
- Oceanic Sirius
- Oceanic Vega

Comex
- Janus II
- Minibex

Compagnie Maritime Nantaise - MN
- Langevin (nave)

Cousteau Society / Équipe Cousteau
- Alcyone (nave)

DRASSM
- André Malraux (nave)

Fondation Tara Expéditions
- Tara (goletta)

Ifremer
- Pourquoi pas? (con la Marine nationale)
- L'Atalante (nave)
- Thalassa (nave)
- L'Europe (nave)
- Thalia (nave)
- Haliotis (nave)

IPEV e TAAF
- L'Astrolabe (P 800)
- Marion Dufresne (1995)

IRD
- Alis (nave)
- Antea (nave)

iXSurvey SAS
- iXPlorer
- GGIX

Jifmar Offshore Services SAS
- Jif Xplorer
- Jif Surveyor
- Mattéo L

SHOM (Marine nationale)
- Beautemps-Beaupré (A 758) (con l'Ifremer)
- Lapérouse (A 791) (classe Lapérouse)
- Borda (A 792) (classe Lapérouse)
- Laplace (A 793) (classe Lapérouse)

### Stati Uniti
Al 2017, gli Stati Uniti possiedono molte navi da ricerca, tra cui:
Environmental Protection Agency (EPA)
- USNS Bold (T-AGOS-12) (classe Stalwart) (O)
- Lake Guardian

National Oceanic and Atmospheric Administration (NOAA)
- Bell M. Shimada
- Fairweather
- Ferdinand R. Hassler
- Gordon Gunter
- Henry B. Bigelow
- Hi'ialakai
- Nancy Foster
- Okeanos Explorer
- Oregon II
- Oscar Dyson
- Oscar Elton Sette
- Pisces
- Rainier
- Reuben Lasker
- Ronald H. Brown (classe Thomas G. Thompson) (G)
- Thomas Jefferson

National Science Foundation (NSF)
- RV Marcus Langseth (G)
- RV Sikuliaq (G)
- RV Laurence M. Gould (G)
- RV Nathaniel B. Palmer (G)

Scripps Institution of Oceanography (SIO)
- RV Roger Revelle (AGOR-24) (G)
- RV Sally Ride (AGOR-28) (O)
- RV Robert Gordon Sproul (L)
- Floating Instrument Platform (FLIP)

University-National Oceanographic Laboratory System (UNOLS)
- RV Thomas G. Thompson (T-AGOR-23) (classe Thomas G. Thompson) (G)
- RV Roger Revelle (AGOR-24) (classe Thomas G. Thompson) (G)
- RV Atlantis (AGOR-25) (classe Thomas G. Thompson) (G)

Naval Oceanographic Office (NAVOCEANO) (US Navy)
Military Sealift Command (MSC) (US Navy)
- Oceanographic Survey classe Pathfinder
  - USNS Pathfinder (T-AGS 60)
  - USNS Bowditch (T-AGS-62)
  - USNS Henson (T-AGS-63)
  - USNS Bruce C. Heezen (T-AGS-64)
  - USNS Mary Sears (T-AGS-65)
  - USNS Maury (T-AGS-66)
- Ocean Surveillance classe Victorious
  - USNS Victorious (T-AGOS-19)
  - USNS Able (T-AGOS-20)
  - USNS Effective (T-AGOS-21)
  - USNS Loyal (T-AGOS-22)
- Ocean Surveillance classe Impeccable
  - USNS Impeccable (T-AGOS 23)

Office of Naval Research (ONR)
- RV Thomas G. Thompson (T-AGOR-23) (classe Thomas G. Thompson) (G)
- RV Roger Revelle (AGOR-24) (G)
- RV Atlantis (T-AGOR-25) (classe Thomas G. Thompson) (G)
- RV Kilo Moana (T-AGOR-26) (O)
- RV Neil Armstrong (AGOR-27) (classe Neil Armstrong) (O)
- RV Sally Ride (AGOR-28) (classe Neil Armstrong) (O)

United States Coast Guard (USCG)
- USCGC Polar Star (WAGB-10) (G)
- USCGC Polar Sea (WAGB-11) (G)
- USCGC Healy (WAGB-20) (G)

## Galleria d'immagini

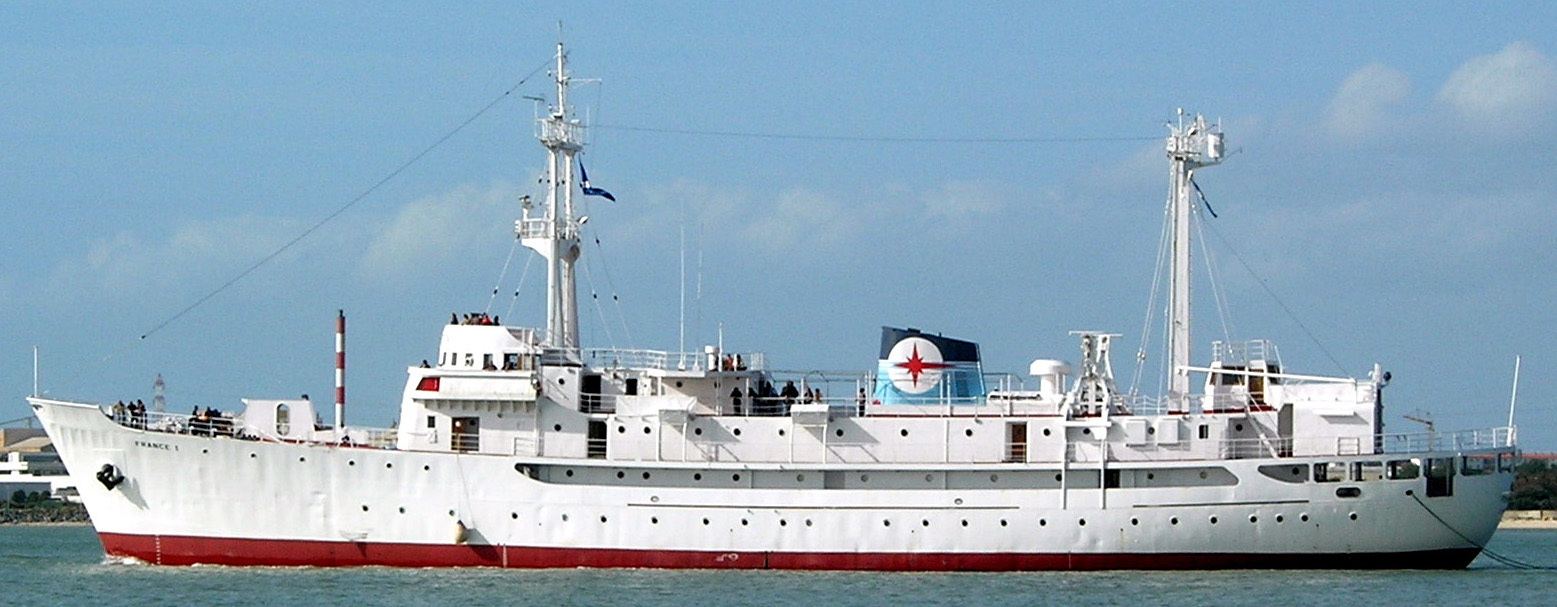
La nave meteorologica France I
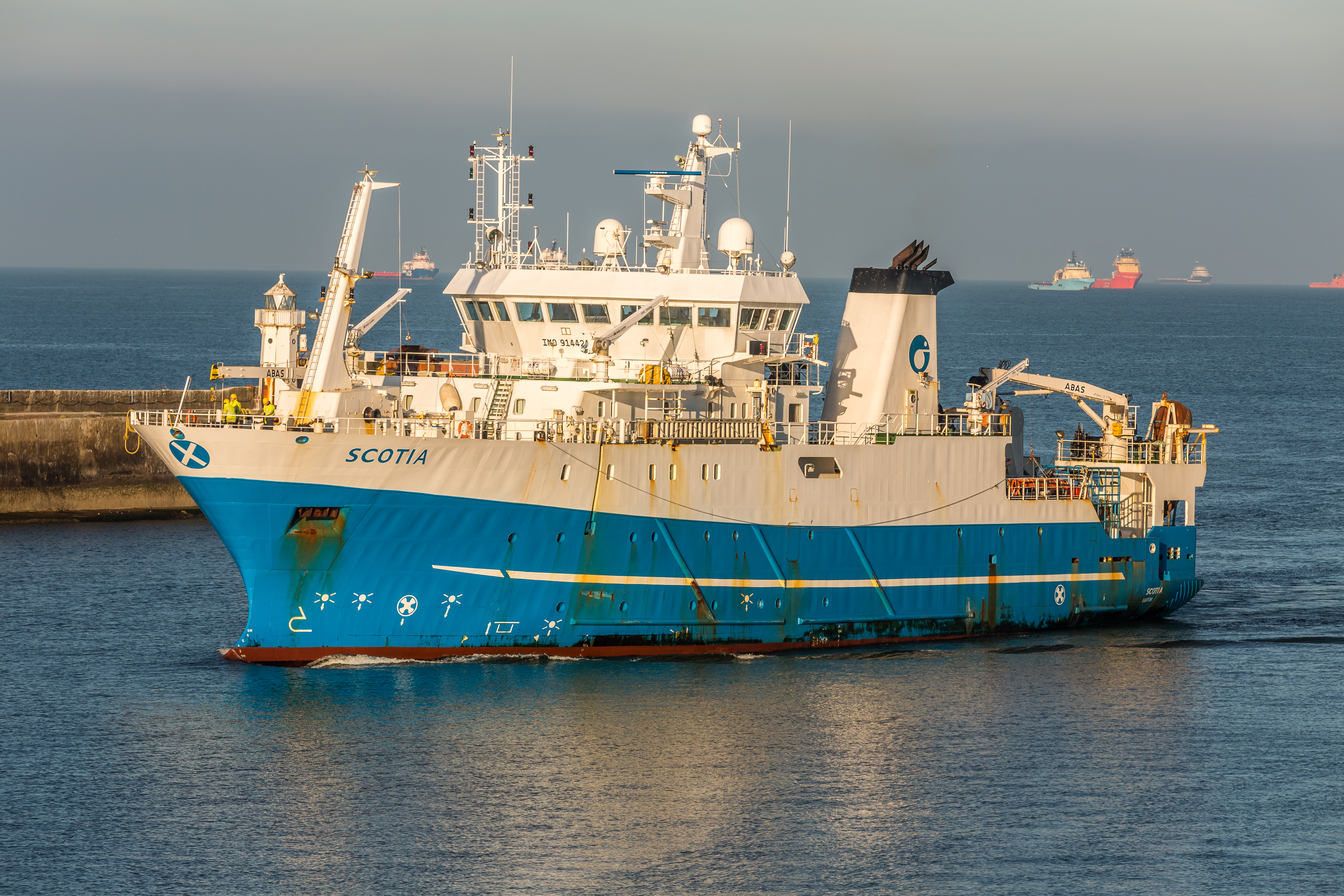
La nave alieutica Scotia
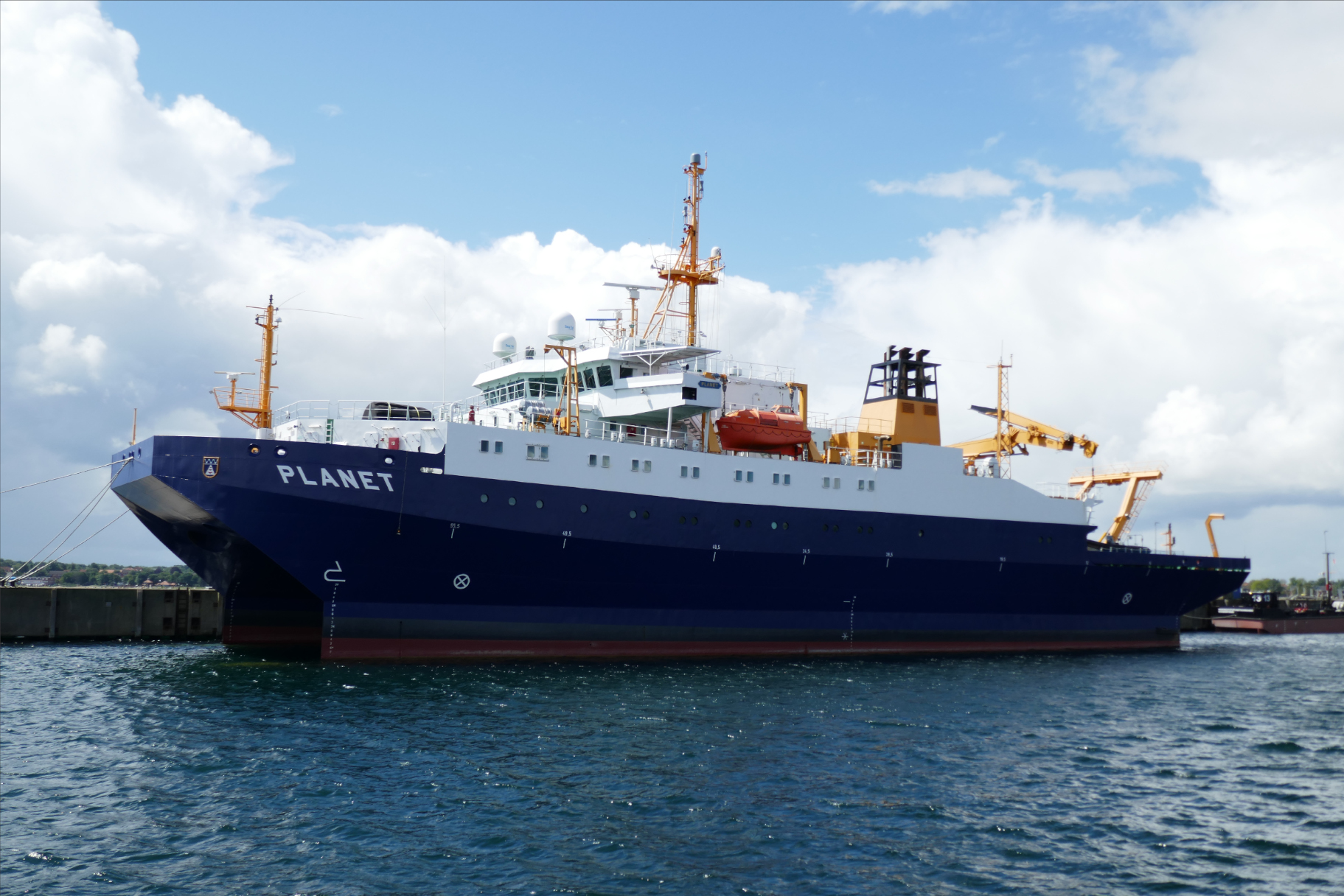
La nave da ricerca navale Planet
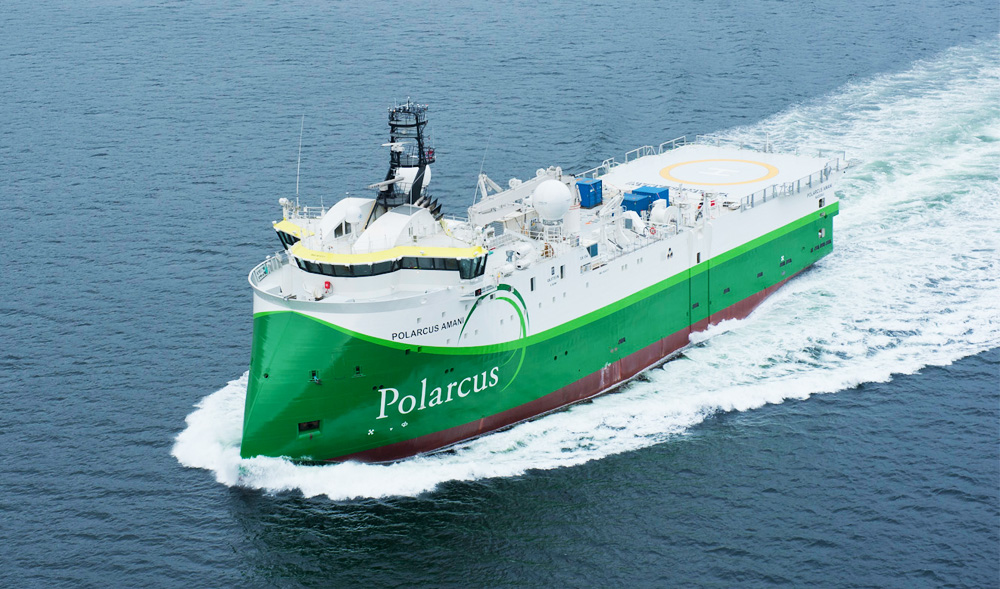
La nave sismica Amani
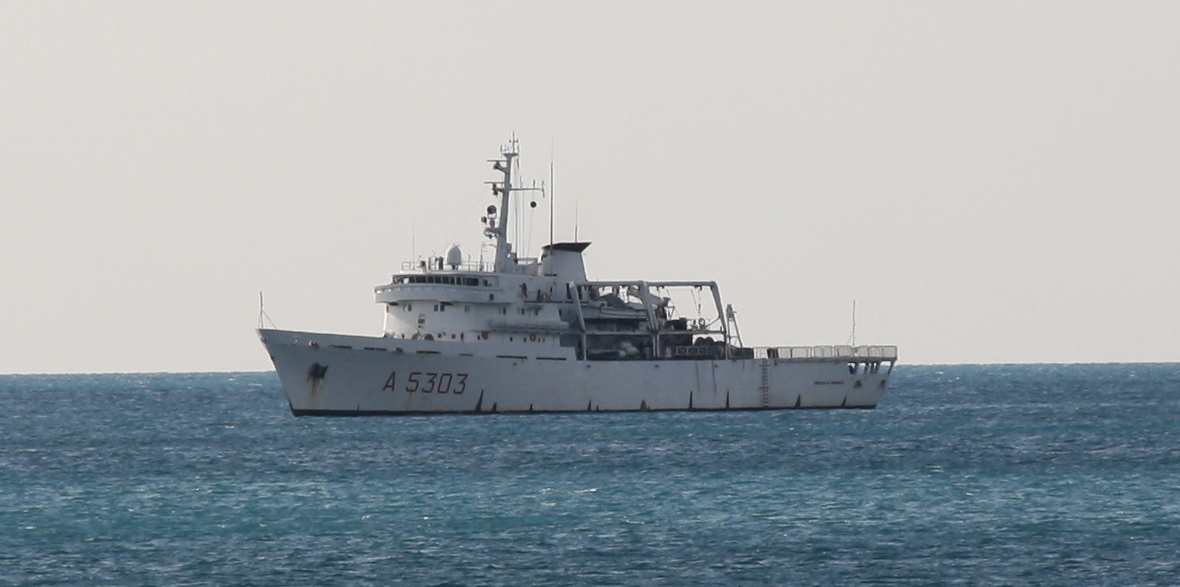
La nave idrografica Magnaghi (A 5303)
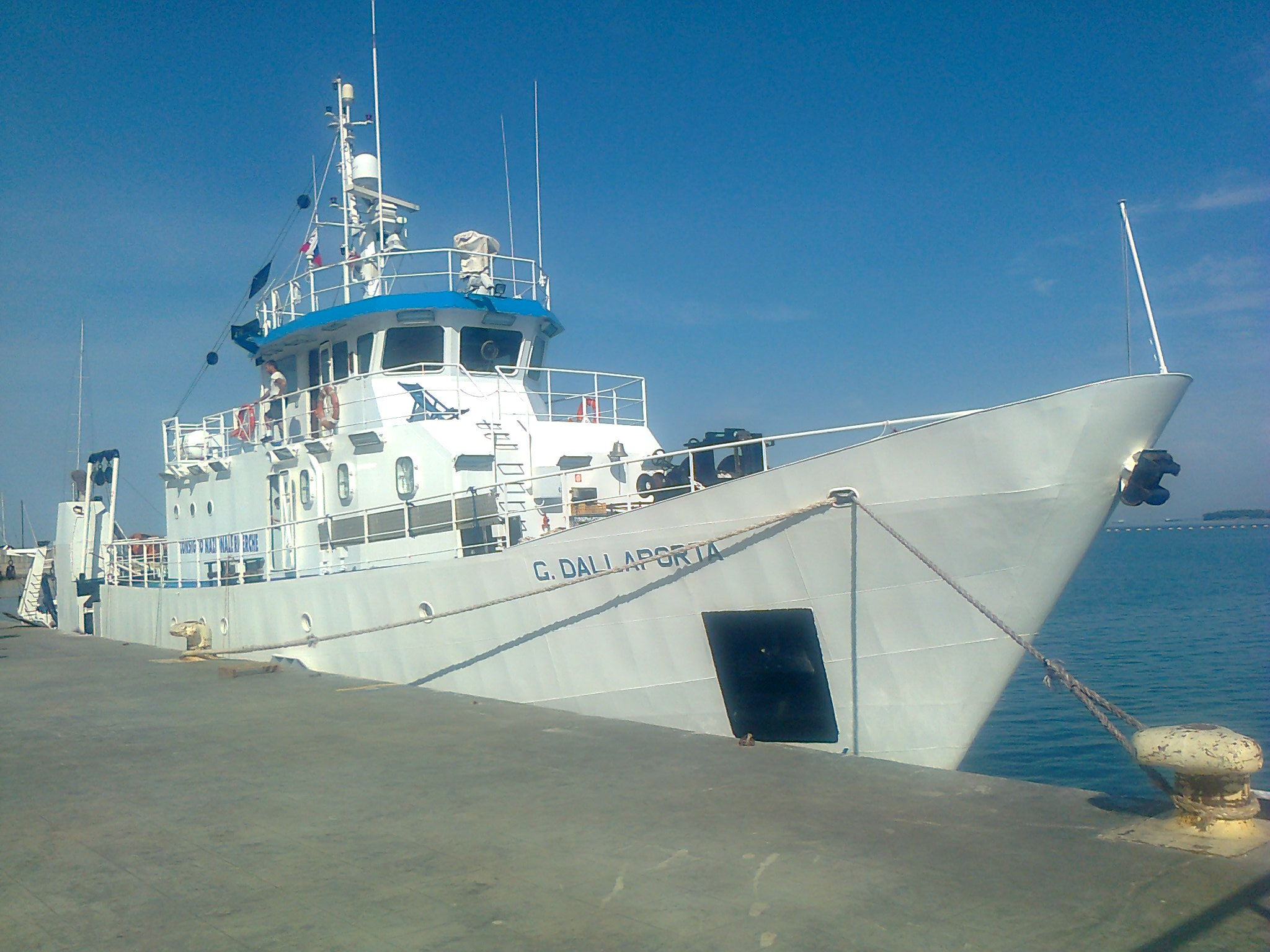
La nave oceanografica Gianfranco Dallaporta
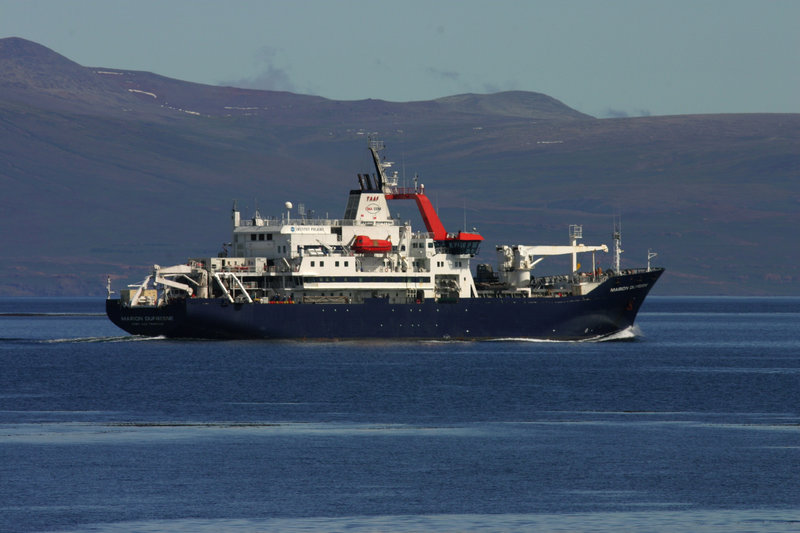
La nave da ricerca Marion Dufresne
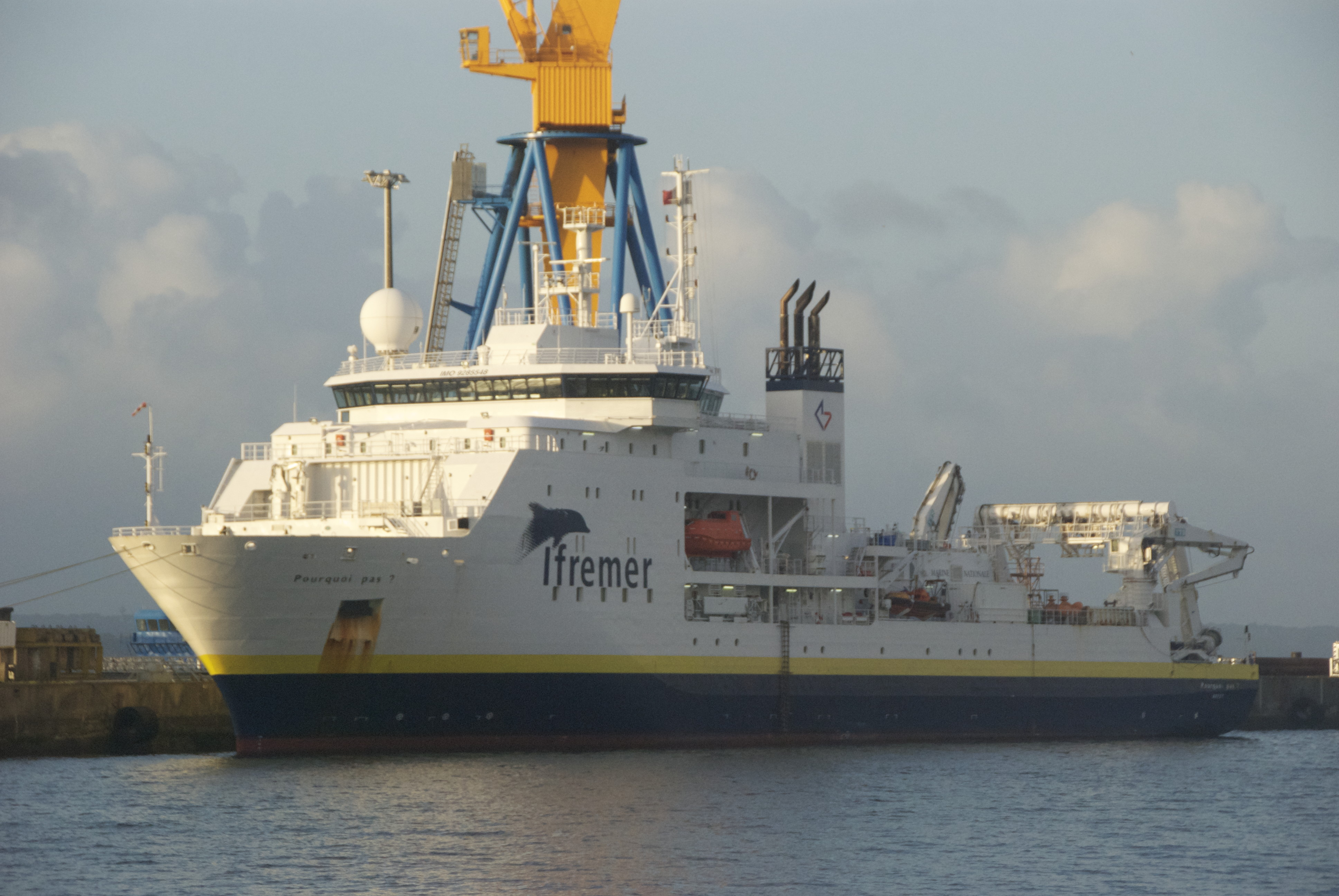
La nave d'esplorazione profonda Pourquoi pas?
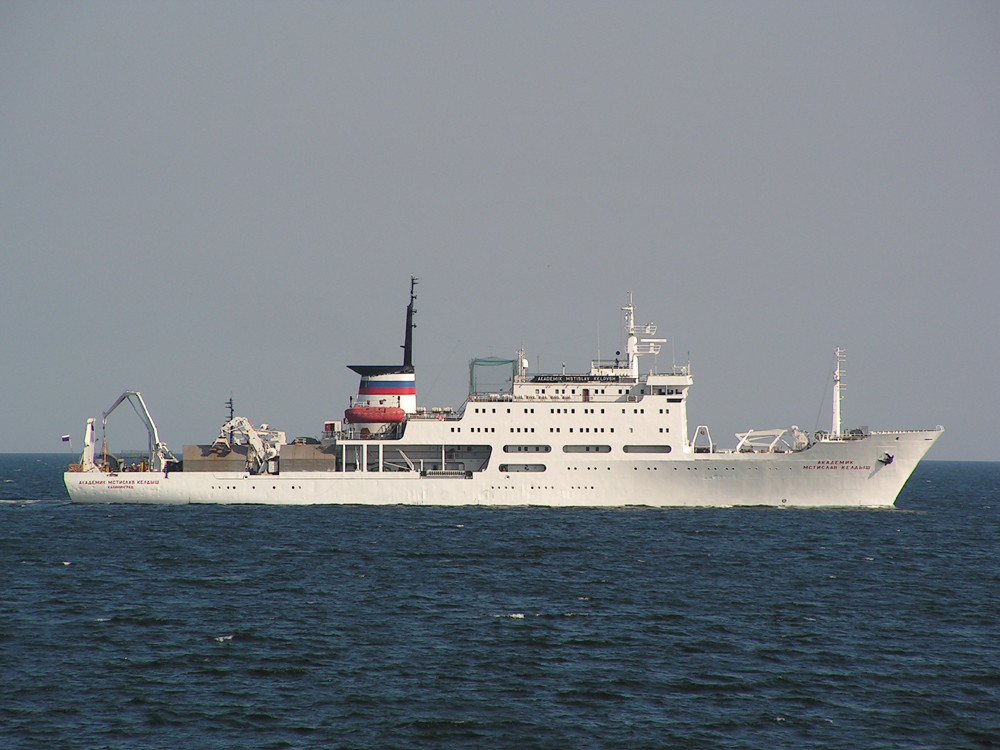
La nave da ricerca Akademik Mstislav Keldyš
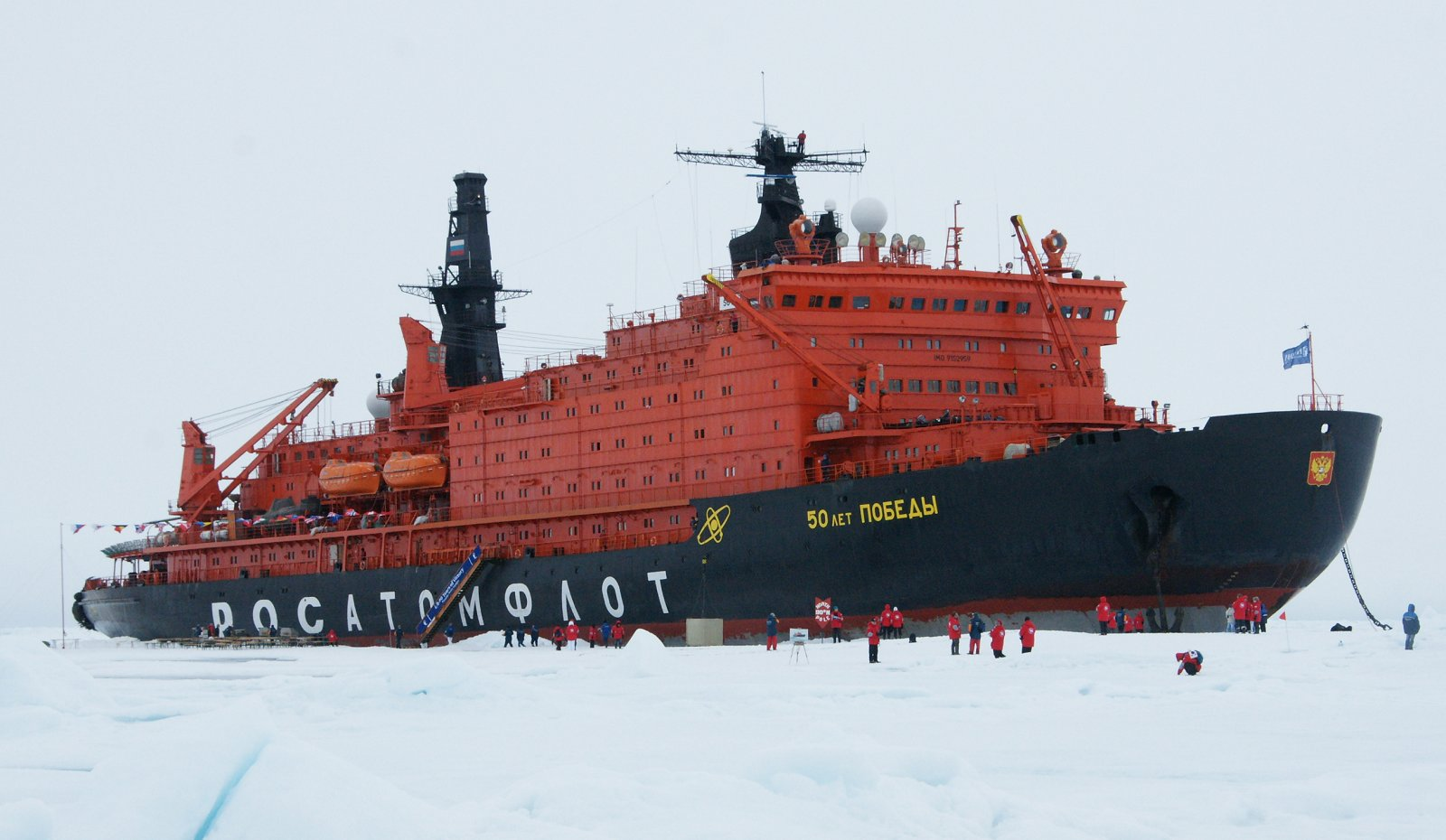
La nave rompighiaccio a propulsione nucleare 50 Let Pobedy